# Francesco Antonioli
Francesco Antonioli (* 14. září 1969, Monza, Itálie) je bývalý italský fotbalový brankář. A od roku 2013 je trenérem brankařů. Má stříbrnou medaili z ME 2000, i když byl třetím brankářem. Za reprezentaci neodchytal žádné utkání.

## Klubová kariéra
Vyrůstal v Monze, kde odchytal první utkání v italském poháru již v 16 letech. Po dvou sezonách jej koupil Milán se kterým jako třetí brankář vyhrál dvakrát po sobě pohár PMEZ (1988/89, 1989/90). Po odchodu Galliho se měl stát v klubu brankářem číslo jedna. Jenže nakonec se nestalo a odešel na hostování. Nejprve nakrátko do Ceseny a poté do Modeny. Na sezonu 1991/92 se vrátil k Rossoneri a zůstal zde dva roky. Za tuhle dobu odchytal celkem 26 utkání a vyhrál dva tituly (1991/92, 1992/93). Post jedničky měl konkurent Sebastiano Rossi.
Sezonu 1993/94 chytal v druholigové Pise. Po sestupové sezoně odešel do Reggiany, která hrála nejvyšší ligu. Opět s klubem sestoupil a on sám se rozhodl přestoupit do Boloně. Pomohl klubu postoupit do nejvyšší ligy a strávil v klubu čtyři sezony. Největším úspěchem bylo semifinále v poháru UEFA 1998/99.
V létě 1999 jej koupil Řím, se kterým vyhrál v sezoně 2000/01 svůj třetí titul v lize. Odchytal zde za čtyři sezony celkem 145 utkání a inkasoval 138 branek. Od sezony 2003/04 se na tři roky stal brankářem Sampdorie. Poté se vrátil po sedmi letech do Boloně. V sezoně 2007/08 pomohl klubu k postupu do nejvyšší ligy. Následující sezona byla v Boloni poslední a celkem za ni nastoupil do 266 utkání a inkasoval 269 branek.
Poslední jeho angažmá bylo v Ceseně. V první sezoně pomohl k postupu do nejvyšší ligy a poté ještě dvě sezony za ni chytal. V nejvyšší lize odchytal 416 utkání a inkasoval 505 branek.

## Hráčská statistika
| Sezóna  | Klub      | Liga     | Liga   | Liga       | Ligové poháry | Ligové poháry | Ligové poháry | Kontinentální poháry | Kontinentální poháry | Kontinentální poháry | Celkem | Celkem |
| Sezóna  | Klub      | Soutěž   | Zápasy | Obdr. Góly | Soutěž        | Zápasy        | Góly          | Soutěž               | Zápasy               | Góly                 | Zápasy | Góly   |
| ------- | --------- | -------- | ------ | ---------- | ------------- | ------------- | ------------- | -------------------- | -------------------- | -------------------- | ------ | ------ |
| 1986/87 | Monza     | Serie C1 | 2      | -?         | IP            | 2             | -1            | -                    | 0                    | -0                   | 4      | -1     |
| 1987/88 | Monza     | Serie C1 | 21     | -?         | IP            | 2             | -4            | -                    | 0                    | -0                   | 23     | -4+    |
| 1988/89 | Milán     | Serie A  | 0      | -0         | IP            | 1             | -1            | PMEZ                 | 0                    | -0                   | 1      | -1     |
| 1989/90 | Milán     | Serie A  | 0      | -0         | IP            | 0             | -0            | PMEZ+ES+IP           | 0+0+0                | -0                   | 0      | -0     |
| 1990    | Cesena    | Serie A  | 0      | -0         | IP            | 1             | -2            | -                    | 0                    | -0                   | 1      | -2     |
| 1990/91 | Modena    | Serie B  | 30     | -22        | IP            | 3             | -3            | -                    | 0                    | -0                   | 32     | -25    |
| 1991/92 | Milán     | Serie A  | 4      | -3         | IP            | 7             | -5            | -                    | 0                    | -0                   | 11     | -8     |
| 1992/93 | Milán     | Serie A  | 9      | -7         | IP+IS         | 1+1           | -0+ -1        | LM                   | 4                    | -0                   | 15     | -8     |
| 1993/94 | Pisa      | Serie B  | 26+1   | -20        | IP            | 0             | -0            | -                    | 0                    | -0                   | 27     | -20    |
| 1994/95 | Reggiana  | Serie A  | 30     | -48        | IP            | 4             | -3            | -                    | 0                    | -0                   | 34     | -51    |
| 1995/96 | Bologna   | Serie B  | 38     | -23        | IP            | 6             | -4            | -                    | 0                    | -0                   | 44     | -27    |
| 1996/97 | Bologna   | Serie A  | 33     | -42        | IP            | 6             | -6            | -                    | 0                    | -0                   | 39     | -48    |
| 1997/98 | Bologna   | Serie A  | 0      | -0         | IP            | 0             | -0            | -                    | 0                    | -0                   | 0      | -0     |
| 1998/99 | Bologna   | Serie A  | 32+2   | -41+ -2    | IP            | 8             | -8            | Int.+UEFA            | 6+10                 | -3+ -7               | 58     | -61    |
| 1999/00 | Řím       | Serie A  | 30     | -31        | IP            | 4             | -3            | UEFA                 | 8                    | -2                   | 42     | -35    |
| 2000/01 | Řím       | Serie A  | 26     | -28        | IP            | 2             | -5            | UEFA                 | 6                    | -4                   | 34     | -37    |
| 2001/02 | Řím       | Serie A  | 30     | -20        | IP+IS         | 2+0           | -2            | LM                   | 10                   | -7                   | 42     | -29    |
| 2002/03 | Řím       | Serie A  | 16     | -23        | IP            | 4             | -4            | LM                   | 9                    | -9                   | 27     | -36    |
| 2003/04 | Sampdoria | Serie A  | 32     | -39        | IP            | 0             | -0            | -                    | 0                    | -0                   | 32     | -39    |
| 2004/05 | Sampdoria | Serie A  | 37     | -26        | IP            | 1             | -1            | -                    | 0                    | -0                   | 38     | -27    |
| 2005/06 | Sampdoria | Serie A  | 35     | -46        | IP            | 0             | -0            | UEFA                 | 2                    | -1                   | 37     | -48    |
| 2006/07 | Bologna   | Serie B  | 42     | -42        | IP            | 3             | -4            | -                    | 0                    | -0                   | 45     | -46    |
| 2007/08 | Bologna   | Serie B  | 42     | -29        | IP            | 2             | -2            | -                    | 0                    | -0                   | 44     | -31    |
| 2008/09 | Bologna   | Serie A  | 35     | -56        | IP            | 1             | -0            | -                    | 0                    | -0                   | 36     | -56    |
| 2009/10 | Cesena    | Serie B  | 39     | -26        | IP            | 2             | -3            | -                    | 0                    | -0                   | 41     | -29    |
| 2010/11 | Cesena    | Serie A  | 37     | -47        | IP            | 0             | -0            | -                    | 0                    | -0                   | 37     | -47    |
| 2011/12 | Cesena    | Serie A  | 30     | -48        | IP            | 1             | -0            | -                    | 0                    | -0                   | 31     | -48    |
| Celkem  | Celkem    | Celkem   | 659    | -669+      | -             | 61            | -62           | -                    | 55                   | -33                  | 775    | -763+  |

## Reprezentační kariéra
Jako junior se představil dvakrát na ME U21 (1990, 1992) a také OH (1992).
Za seniorskou reprezentaci neodchytal žádné utkání. Byl jako třetí brankář na stříbrném ME 2000.

## Úspěchy

### Klubové
- 3× vítěz 1. italské ligy (1991/92, 1992/93, 2000/01)
- 1× vítěz 2. italské ligy (1995/96)
- 2× vítěz italského superpoháru (1992, 2001)
- 2× vítěz Ligy mistrů (1988/89, 1989/90)
- 1× vítěz evropského superpoháru (1989)
- 1× vítěz Interkontinentálního poháru (1989)
- 1× vítěz Intertoto Cup (1998)

### Reprezentace
- 1× na ME (2000 - stříbro)
- 1× na OH (1992)
- 2× na ME U21 (1990 - bronz, 1992 - zlato)

### Vyznamenání
Řád zásluh o Italskou republiku (12. 7. 2000) z podnětu prezidenta Itálie 